# Мезентеријум
Мезентеријум је унутрашњи орган трбушне дупље који причвршћује црева на задњи трбушни зид. Састоји се од двоструког набора перитонеума. Помаже (између осталих функција) у складиштењу масти и омогућава смештај крвним судовима, лимфним каналима и нервима намењеним  цревима. 
Раније се сматрало да је мезоколон (део мезентерија који причвршћује дебело црево за трбушни зид) фрагментисана структура, са свим именованим деловима — узлазним, попречним, силазним и сигмоидним мезоколонима, мезоапендиксом и мезоректумом — који су засебно завршавали уметање у задњи трбушни зид. Међутим, 2012. године, нови микроскопски и електронски микроскопски прегледи су показали да је мезоколон независна структура изведена из дуоденојејуналне флексуре и која се протеже до дисталног мезоректалног слоја.  Тако је мезентеријум унутрашњи орган.
Повећани научни фокус на мезентеријум идентификовао је више виталних или специјализованих функција, које се разликују у зависности од времена и анатомске локације. 

## Опште информације
Мезентериј је орган у коме се развијају сви трбушни органи за варење и који их одржава у системском континуитету у одраслом добу. Интересовање за мезентеријум је поново покренуто напретком истраживања у колоректалној хирургији. Конвенционални описи говоре да постоји више мезентерија централно повезаних са задњом средњом линијом. Недавна открића су прво показала да, дистално од дуоденојејуналне флексуре, мезентеријум представља континуирану колекцију ткива. Ово запажање је објаснило како су танко и дебело црево централно повезане, и анатомију повезаног перитонеалног пејзажа. Заузврат, то је довело до прекатегоризације мезентеријума као органа. Накнадни рад је показао да мезентеријум остаје континуиран током целог развоја и да се органи за варење трбуха (јетра, слезина, црева и панкреас) развијају или на мезентеријуму, или у њему. Овај однос се задржава и у одраслом добу када су трбушни (абдоминални) органи за варење директно повезани са мезентеријумом (јер су они смезентерични по ембриолошком пореклу и анатомском положају). 
Препознавање мезентеричног континуитета идентификовало је мезентерични модел  анатомије трбуха према којем су сви трбушно-карлични органи организовани у мезентерични или немезентерични домен. Овај модел објашњава положајну анатомију свих трбушних органа за варење и повезане васкулатуре. Штавише, објашњава перитонеални пејзаж и омогућава диференцијацију перитонеума од мезентеријума.

## Клинички значај
Најновија сазнања о анатомије мезентеријума омогућила су и јасније разумевање болести које укључују мезентеријум, нпр. код малротације и Кронове болест (КБ). Код Кронове болести, мезентеријум је често задебљан, што отежава хемостазу. Поред тога, умотавање масти - пузајућа маст - укључује проширење мезентеричне масти преко обима суседног гастроинтестиналног тракта, а то може указивати на повећану пластичност мезотела. Однос између мезентеричних поремећаја и мукозних манифестација код Кронове болести указује на патобиолошко преклапање, па неки аутори сматрају да је КБ углавном мезентерични поремећај који секундарно утиче на ГИТ и системску циркулацију.
Тромбоза горње мезентеричне вене може изазвати мезентеричну исхемију такође познату као исхемијско црево. Мезентерична исхемија такође може бити резултат формирања волвулуса, уврнуте петље танког црева која када се омота око себе и превише чврсто затвори мезентеријум може изазвати исхемију.
Рационализација анатомије мезентеричних и перитонеалних набора омогућава хирургу да на основу њих разликује интраперитонеалне адхезија — које се такође називају урођеним адхезијама. Оне су веома варијабилни међу пацијентима и јављају се на неколико локација. Конгениталне адхезије се јављају између бочног сегмента перитонеума који прекрива мобилну компоненту мезосигмоидног и паријеталног перитонеума у левој илијачној јами. Током латералног у односу на медијални приступ мобилизацији мезосигмоидног дела, они се прво морају поделити пре него што се може приступити самом перитонеуму. Слично, фокалне адхезије се јављају између доње површине већег оментума и цефаладног аспекта попречног мезоколона. Њима се може приступити након поделе перитонеалног набора који повезује већи оментум и попречно колон. Адхезије овде морају бити подељене да би се одвојио већи оментум од попречног мезоколона, чиме се омогућава приступ самој малој врећици.